# Periodo de semidesintegración efectivo

## Contextualización
En el contexto de la Física nuclear, se entiende por periodo de semidesintegración o semivida el tiempo necesario para que el número de núclidos (N) presentes en una muestra radiactiva se reduzca a la mitad. Este intervalo de tiempo se considera constante debido a que la velocidad de desintegración (actividad radiactiva, A) no se mantiene sino que al ser directamente proporcional al número de núclidos (A=λN, siendo λ lo que se conoce como constante de desintegración, característica de cada especie radiactiva) disminuirá a medida que el número de núclidos vaya descendiendo. Así, podemos considerar la semivida como una magnitud intensiva, esto es, que no depende de la cantidad de núclidos existentes en la muestra.

## Reducción de núclidos efectiva
De forma natural y espontánea los núclidos de una muestra radiactiva se desintegran, de tal manera que podremos establecer un determinado periodo de semidesintegración (TF) en estas condiciones dadas. 
Sin embargo, si esta muestra radiactiva se encuentra en un sistema biológico la disminución del número  de núclidos no se deberá solamente a factores puramente físicos sino que en este caso tendrá lugar también una eliminación biológica. Como la cantidad de muestra radiactiva disminuye debido a estos dos mecanismos que actúan en paralelo, no será posible estimar correctamente la cantidad de núcleos radiactivos presentes en el organismo con la semivida "física". Tendremos que tener en cuenta y definir, entonces, el periodo de semidesintegración biológico (TB) como el tiempo necesario para que el organismo por sí solo reduzca a la mitad la cantidad de radionúclidos que se ha introducido en él.
No obstante, como en un ser vivo actúan las dos vías de eliminación, tanto la desintegración física como la eliminación biológica, el periodo de semidesintegración efectivo (TE) será la magnitud que realmente nos interese. Y ésta viene dada por la siguiente expresión:
{\displaystyle {\frac {1}{T_{E}}}={\frac {1}{T_{F}}}+{\frac {1}{T_{B}}}}
Véase que, como es lógico, el periodo efectivo de semidesintegración será menor que el biológico y que el físico. Así, por ejemplo, el Yodo-131 que tiene un periodo de semidesintegración de 8 días y es eliminado del organismo con un periodo de semidesintegración biológico de 21 días, en un paciente al que le haya sido suministrada una cierta cantidad de este radionúclido el periodo de semidesintegración efectivo será de 5,8 días.
- Datos: Q5347264